# یاک (مجارستان)
یاک (به مجاری:  Ják) یک شهرداری در مجارستان است که در واش واقع شده‌است. یاک ۴۴٫۹۵ کیلومتر مربع مساحت و ۲٬۴۷۵ نفر جمعیت دارد.